# Dom spotkań (mormonizm)

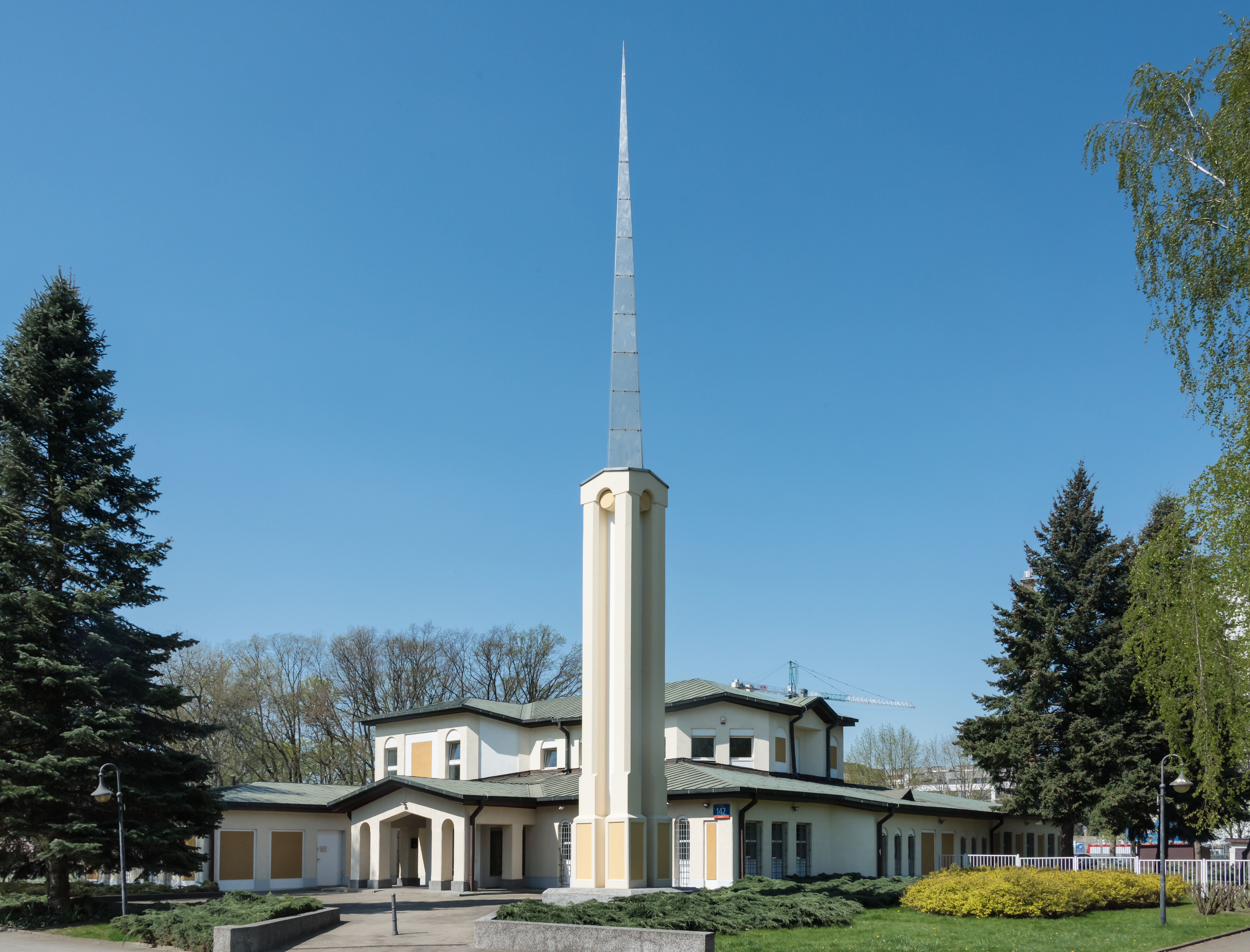
Dom spotkań w Warszawie

Dom spotkań (ang. meetinghouse) – budynek wykorzystywany przez Kościół Jezusa Chrystusa Świętych w Dniach Ostatnich dla organizacji nabożeństw, projektów służby i spotkań towarzyskich.
Takie budowle określa się często mianem kaplic. Jest to jednak określenie nieprecyzyjne, ponieważ kaplica stanowi część domu spotkań, w której odbywają się nabożeństwa.

## Różnice między domem spotkań a świątynią
Świątynie są uważane przez wyznawców kościoła za dom Boga i miejsce święte. Tylko w świątyniach mogą być przeprowadzane najważniejsze obrzędy (np. chrzest za zmarłych, obdarowanie lub małżeństwo celestialne). Do świątyni mogą wejść jedynie członkowie Świętych w Dniach Ostatnich, którzy otrzymali rekomendację świątynną.
Domy spotkań są z kolei otwarte dla wszystkich (również osób nienależących do kościoła). Jest też ich zdecydowanie więcej niż świątyń; obecnie na świecie istnieje ponad 170 świątyń i tysiące domów spotkań.

## Domy spotkań w Polsce
Obecnie (2021 r.) na terenie Polski znajduje się 12 domów spotkań:
- Białystok[7],
- Bydgoszcz[7],
- Gdańsk[7],
- Legnica[7],
- Katowice[7],
- Kraków[7],
- Lublin[7],
- Łódź[7],
- Poznań[7],
- Szczecin[7],
- Warszawa[7],
- Wrocław[7].

Do 1971 r. istniał także dom spotkań w miejscowości Zełwągi (wybudowany w latach 20. XX wieku, gdy wieś znajdowała się na terenie Prus Wschodnich). Budynek jest obecnie kaplicą rzymskokatolicką w parafii NMP Matki Kościoła w Baranowie.